# Alfons Van Uytven
Alfons Van Uytven (Leuven, 11 december 1920) is een Belgisch voormalig syndicalist voor het ABVV.

## Levensloop
Hij was de zoon van een meubelmaker. Hij doorliep zijn secundair onderwijs aan het Atheneum van Leuven. In 1943 werd hij opgeëist door de bezetter om in Duitsland te gaan werken, hij kon hieraan echter ontkomen. In 1946 ging hij aan de slag op de controledienst van het ABVV. In 1950 werd hij secretaris van de Belgisch Centraal Verbond voor Tabaksbewerkers (BCVT).
Na de integratie van de BCVT in de Algemene Centrale op 1 april 1954 werd hij nationaal secretaris van de AC. Op 6 maart 1970 volgde hij Englebert Truyens op als ondervoorzitter van de AC en in 1976 werd hij verkozen tot voorzitter van deze vakcentrale. In deze hoedanigheid volgde hij Emiel Janssens op, zelf werd hij opgevolgd door André Vanden Broucke.